# Hustle and Flow
Pour plus de détails, voir Fiche technique et Distribution.
Hustle and Flow est un film américain réalisé par Craig Brewer, sorti en 2005. Le film s'inspire de la vraie histoire du rappeur Tommy Wright III, vétéran du rap de Memphis.

## Synopsis
DJay est à un tournant. Vivre de magouilles et d'expédients, survivre au jour le jour sans perspective ne suffit plus à l'approche de la trentaine, lorsque s'envolent nos rêves de jeunesse. Proxénète par nécessité plus que par vocation, DJay se cherche une nouvelle voie d'urgence.
Une rencontre de hasard avec un vieil ami, Key, ingénieur du son aspirant à une carrière musicale, éveille en lui un talent insoupçonné. DJay se lance fièvreusement dans le rap free style, mettant en musique sa vie et ses tribulations de hustler de Memphis. Un excentrique virtuose des synthés, Shelby, et deux "gagneuses", Shug et Nola, s'associent à la préparation de la première démo de DJay, que celui-ci va s'efforcer de placer auprès de la superstar du rap, Skinny Black...

## Fiche technique
- Titre original : Hustle and Flow
- Réalisation : Craig Brewer
- Scénario : Craig Brewer
- Photographie : Amy Vincent
- Montage : Billy Fox
- Décors : Keith Brian Burns
- Musique : Scott Bomar
  - Chansons : Jordan Houston, Cedric Coleman et Paul Beauregard
- Production : Stephanie Allain, John Singleton, Preston L. Holmes et Dwight Williams
- Budget : 2,8 millions $
- Box office : 23 563 727 $
- Pays d'origine : États-Unis
- Format : Couleurs - 1,85:1 - DTS / Dolby Digital - 35 mm
- Genre : Policier, drame et film musical
- Durée : 116 minutes
- Dates de sortie : 
  -  États-Unis : janvier 2005 (festival de Sundance) et 22 juillet 2005
  -  Maroc : 18 novembre 2005 (Festival international du film de Marrakech)
  -  France : 7 décembre 2005

## Distribution
- Terrence Howard (VF : Lucien Jean-Baptiste) : DJay
- Anthony Anderson (VF : Philippe Bozo) : Key (Clyde)
- Taryn Manning : Nola
- Taraji P. Henson (VF : Nathalie Spitzer) : Shug
- DJ Qualls (VF : Donald Reignoux) : Shelby
- Christopher « Ludacris » Bridges (VF : Julien Kramer) : Skinny Black
- Paula Jai Parker (en) : Lexus
- Elise Neal (VF : Emmanuelle Rivière) : Yevette
- Jordan « Juicy J » Houston : Tigga
- Jason « Haystak » Winfree (en) : Mickey
- Paul « DJ Paul » Beauregard : R.L.
- Bobby « I-20 » Sandimanie (en) : Yellow Jacket
- Isaac Hayes (VF : Philippe Dumond) : Arnel

 Source et légende : version française (VF) sur RS Doublage

## Autour du film
- Le film est dédié à Sam Phillips, l'homme qui découvrit Elvis Presley et fonda Sun Records.

## Récompenses et nominations
- Festival du film de Sundance 2005 : Prix du public, Prix de la meilleure photographie et nomination au Grand prix du jury.
- Oscar de la meilleure chanson originale 2006 pour It's Hard Out Here for a Pimp